# 北部戦線 (ソ連軍)
北部戦線（ロシア語: Северный фронт、北部方面軍、もしくは北部正面軍とも）は、第二次世界大戦中（独ソ戦初期）にソ連北西部、レニングラード地域に設置された赤軍の方面軍級部隊である。

## 概要
独ソ戦勃発2日後の1941年6月24日、レニングラード軍管区の部隊（第7軍、第14軍、第23軍、管区航空隊）に基づき創設。6月28日からは、バルト艦隊が北部戦線の作戦統制下に入った。8月19日、北西戦線の第8軍と第48軍が編入された。
6月25日～29日の間、北部戦線、北洋艦隊及びバルト艦隊の航空部隊は、フィンランド及びノルウェー北部の敵飛行場19ヶ所を空襲した。6月29日～10月10日の間、北部戦線は、防勢作戦を行い、ザーパドナヤ・リツァ、カンダラクシャ西方90km、ウフタ西方、ロゴオーゼロ、オネガ湖、シヴィリ、カレリア地峡の線でドイツ・フィンランド軍の前進を停止させた。
7月10日、最高司令部スタフカは、北部戦線の一部部隊をレニングラード南西部の防衛に割き、ルガ作戦集団（ロシア語: Лужская оперативная группа。指揮官K.ピャドィシェフ中将）を創設した。ルガ防衛線では、レニングラード方面への敵の前進をほぼ1ヶ月間遅滞させた。
8月26日、8月23日付最高司令部スタフカの命令に基づき、北部戦線は、レニングラード戦線とカレリア戦線に分離された。

## 編制
- 第7軍
- 第14軍
- 第23軍
- 第8軍 - 8月19日から
- 第48軍 - 8月19日から

## 指揮官
- 司令官：マルキアン・ポポフ中将
- 軍事会議議員：N.クレメンチェフ軍団委員
- 参謀長：D.ニキシェフ少将（6月～8月）、N.ゴロデツキー大佐（8月）